# Brachychira elegans
Brachychira elegans är en fjärilsart som beskrevs av Aurivillius 1907. Brachychira elegans ingår i släktet Brachychira och familjen tandspinnare. Inga underarter finns listade i Catalogue of Life.